# L’Eliana
L’Eliana – gmina w Hiszpanii, w prowincji Walencja, we wspólnocie autonomicznej Walencja, o powierzchni 8,77 km². W 2011 roku liczyła 17 292 mieszkańców.